# Ramón Franco
Pour les articles homonymes, voir Franco.
 (septembre 2023).
Si vous disposez d'ouvrages ou d'articles de référence ou si vous connaissez des sites web de qualité traitant du thème abordé ici, merci de compléter l'article en donnant les références utiles à sa vérifiabilité et en les liant à la section « Notes et références ».
Ramón Franco y Bahamonde Salgado Pardo de Andrade, né en 1896 à Ferrol (Galice) en Espagne, mort en 1938, est le frère cadet du général Franco. Aviateur célèbre et populaire, il est en 1926 le protagoniste d'un chapitre particulièrement marquant de l'aviation espagnole, en effectuant la traversée de l'Atlantique Sud à bord de l'hydravion « Plus Ultra ».

## L'aviateur

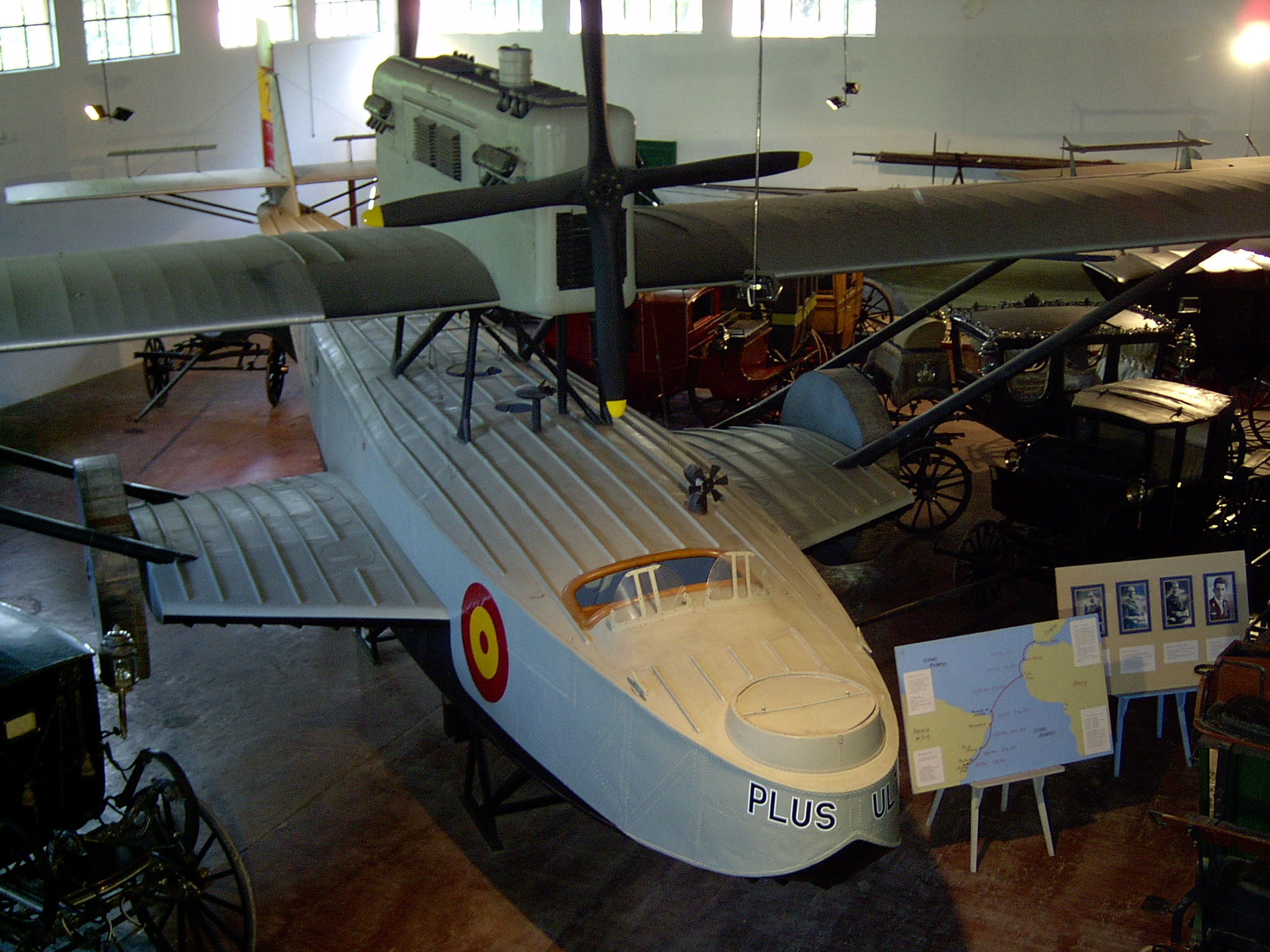
L'hydravion Plus Ultra avec lequel Ramón Franco a traversé l'Atlantique Sud. Musée de Luján, Argentine

Ramón commence sa carrière comme officier militaire dans l'infanterie et est nommé au Maroc en 1914. En 1920, il rejoint les Forces Aériennes espagnoles. Il est admis à l'école de pilotage et obtient son brevet de pilote. Il est affecté à la base d'hydravions d'Atalayón (Melilla), activité où il se distingue très vite. En 1924, il reçoit la Médaille militaire pour ses interventions dans la guerre du Rif.
Il participe à des activités qui le rendent célèbre. En 1926, il devient un héros national lorsqu'il pilote l'hydravion Plus Ultra (es) (Dornier Wal) au cours d'un vol transatlantique. Son copilote est Julio Ruiz de Alda ; les autres membres de l'équipage sont l'enseigne de vaisseau Juan Manuel Duran et le mécanicien Pablo Rada. Le Plus Ultra décolle de Palos de la Frontera, dans la province de Huelva (Espagne), le 22 janvier et arrive à Buenos Aires, Argentine le 26 janvier. Il fait entre-temps escale à Gran Canaria, au Cap-Vert, à Pernambouc, à Rio de Janeiro et à Montevideo. Le voyage de 10 270 km est bouclé en 59 heures et 39 minutes.

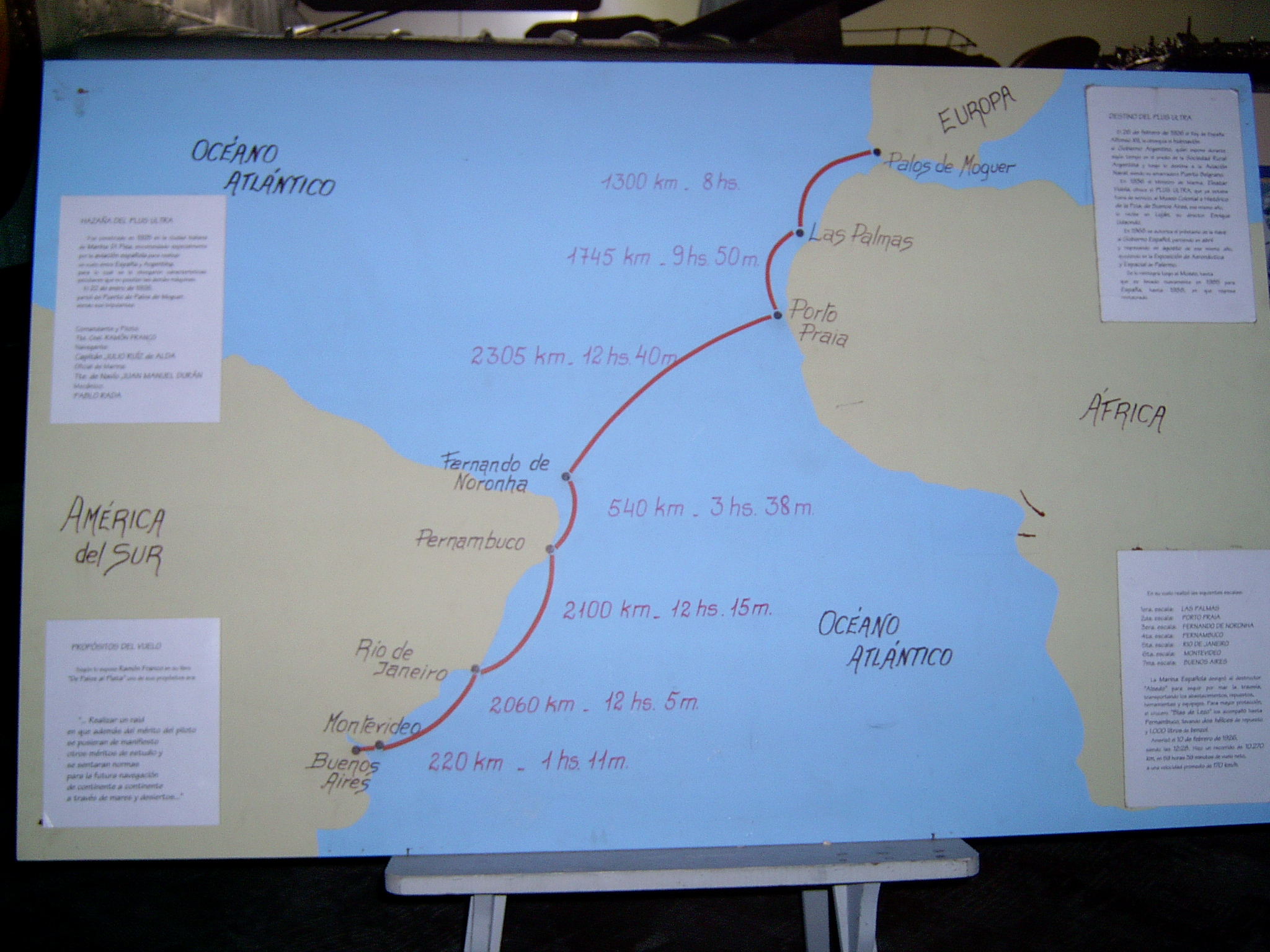
Route suivie par le Plus Ultra en 1926

L'événement est relaté dans la majorité des grands journaux du monde, certains soulignant le fait que l'aéronef lui-même et l'expertise technique étaient étrangers. À travers le monde hispanophone, les aviateurs espagnols sont frénétiquement acclamés, particulièrement en Argentine et en Espagne où des milliers de gens se sont rassemblés dans le square Christophe Colomb de Madrid.
Plus Ultra est à la fois une devise monarchique espagnole et le nom de la loge maçonnique française qui initie Ramon Franco, en 1930.
En 1929, il réalise une nouvelle tentative de vol transatlantique, mais cette fois l'avion s'écrase en mer. L'équipage est secouru quelques jours plus tard par un porte-avions de la Royal Navy.

## Un Franco républicain
Ses convictions républicaines le conduisent en prison sous la dictature de Miguel Primo de Rivera, après une tentative de rébellion contre la Monarchie en décembre 1930. Emprisonné, puis évadé à l'étranger, il retourne en Espagne lors de la proclamation de la République. Élu député aux Cortes pour la Gauche républicaine de Catalogne à Barcelone, il se retire un temps du corps militaire pour se consacrer à la politique.
Il est l'instigateur principal du soulèvement de l'aérodrome de Cuatro Vientos le 15 décembre 1930.

## La famille Franco à l'avènement de la République en 1931
La famille Franco est représentative des réactions que suscitent les réformes. Nicolás, l'aîné des trois frères, reste dans l'attentisme et essaye de conduire ses affaires au mieux. Francisco lance quelques coups de semonce sans s'engager. Ramón a plus de raisons de se réjouir : grâce à ses positions outrancières, il trouve une sorte de vedettariat politique. Il voyage dans un avion qu'il pilote personnellement, et vole en quelques heures de Madrid à Barcelone ou Séville, les grandes capitales du républicanisme triomphant. Ses positions sont radicales. Il milite pour l'établissement d'une Fédération des républiques ibériques dont la création de la Generalitat de Catalogne lui paraît être la première pierre. Il appartient également à la franc-maçonnerie. Selon Albert Vigneau, Fabius de Champville fit initier Ramón Franco dans la franc-maçonnerie française au sein de la loge maçonnique Plus Ultra.
Il est candidat pour l'Andalousie sur la liste républicaine révolutionnaire dont le programme est l'autonomie, la disparition des latifundiums, la distribution de la terre aux paysans, la participation des ouvriers aux bénéfices de l'entreprise, la liberté religieuse, etc., avec des succès très inégaux. Il connaît des réussites électorales, dues sans doute en partie à sa notoriété. Le système des candidatures multiples lui vaut d'être élu à Séville et Barcelone. Il choisit finalement de représenter Barcelone et siège dans la majorité catalane. Il ne parvient cependant pas à gagner l'estime de ses pairs et sa carrière politique n'atteint pas le niveau de ses prouesses d'aviateur.
Très attaqué au Parlement pour ses liens avec les révolutionnaires andalous, il se défend avec maladresse et se déconsidère. Dans Raza (l'œuvre cinématographique de Francisco), son frère est présenté comme un agité, égaré par quelques idées, ce qui coïncide assez bien avec l'impression généralement produite par Ramón à cette époque.
Sur le plan sentimental aussi, il dérange sa famille, son frère Francisco en tout cas. Il profite de la loi sur le divorce adoptée par la République pour se séparer de sa femme et se remarier en 1935 avec Engracia Moreno, rencontrée à Barcelone. Francisco n'acceptera jamais ce second mariage ni l'enfant qui en naîtra. S'il admet mal ce frère qui bouscule en permanence ses convictions profondes, jamais il ne s'en sépare longtemps ni ne le condamne publiquement.

## Trois frères du même côté pendant la guerre civile
Lorsque la guerre d'Espagne éclate en juillet 1936, Ramón se trouve aux États-Unis en tant qu'attaché de l'Armée de l'air à l'ambassade d'Espagne. En retournant au pays, malgré son idéologie politique, il s'engage aux côtés des nationalistes. Il est promu au grade de lieutenant-colonel et nommé chef d'une base aérienne des îles Baléares, celle de Pollença.

## Accident d'hydravion fatal
Le 28 octobre 1938 à 6 h 6, près de l'île de Majorque, parti bombarder la zone républicaine de Valence, son hydravion de fabrication italienne CANT Z.506 Airone s'écrase en mer. L'avion transportait une tonne de bombes et les conditions météorologiques étaient très mauvaises. Ayant pénétré dans un violent orage, l'hydravion devint incontrôlable. Ramón Franco avait très peu d'heures de vol avec ce type d’appareil. D'après le Franco de la collection « Chroniques de l'histoire », l'homme « disparaît en vol comme plusieurs autres pilotes nationalistes que cette tête brûlée avait décidé de rejoindre ».
Sa mort donne lieu à des hypothèses : accident ou sabotage. L'épave de l'avion repose au large du cap de Formentor. Ramon Franco est inhumé au cimetière de Palma de Majorque.

## Œuvres littéraires
Il est l'auteur de deux livres : De Palos al Plata (1926) et Madrid bajo las bombas (1931).